# Neritilia panamensis
Neritilia panamensis is een slakkensoort uit de familie van de Neritiliidae. De wetenschappelijke naam van de soort is voor het eerst geldig gepubliceerd in 1946 door Morrison.